# Soni (Nara)
Soni (曽爾村, Soni-mura) est un village du district d'Uda, dans la préfecture de Nara, au Japon.

## Géographie

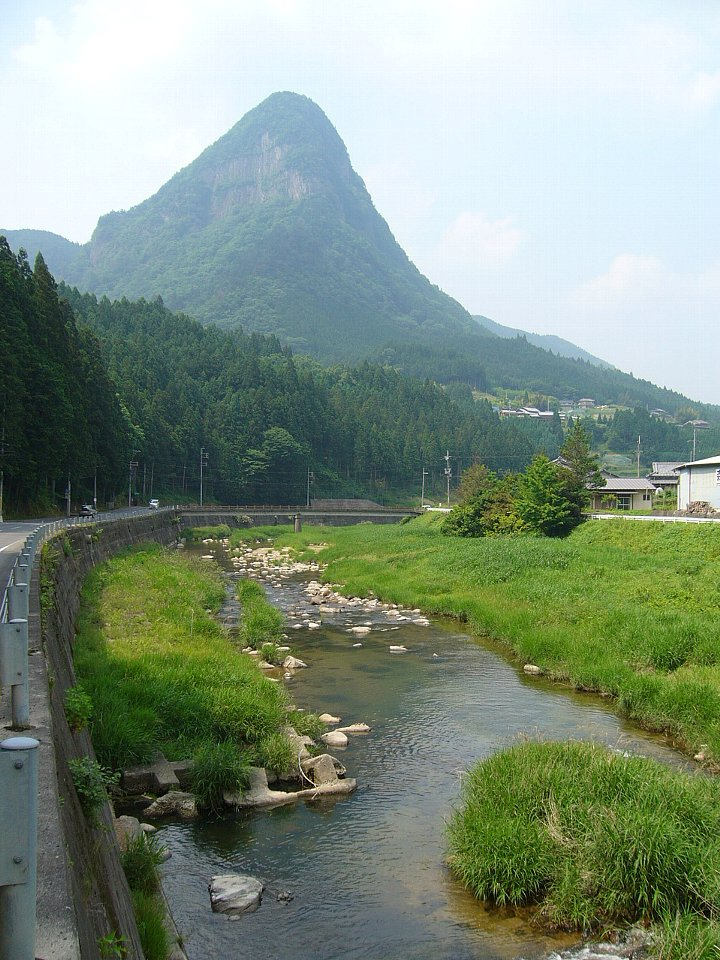
La rivière Soni et le mont Yoroi.

Le village de Soni se situe dans le nord-est de la préfecture de Nara, à la limite sud-ouest de la ville de Tsu, capitale de la préfecture de Mie. C'est une commune rurale étendue sur 11 km du nord au sud, dans une étroite vallée formée par la rivière Shōrenji (aussi appelée rivière Soni), un cours d'eau du bassin versant du fleuve Yodo.
En 2010, 86 % de la superficie du village étaient recouverts de forêts et 2,6 % des terres étaient consacrées à l'agriculture (dont 73 % à la seule riziculture).
Près de 80% des forêts de montagne du village de Soni font partie du parc quasi national Murō-Akame-Aoyama.

### Démographie
Au 1er février 2016, la population de Soni s'élevait à 1 574 habitants répartis sur une superficie de 47,84 km2.

### Municipalités voisines
| Uda / Nabari*  | Nabari*                   | Tsu*          |
| Uda            | Soni(* préfecture de Mie) | Tsu* / Mitsue |
| Higashiyoshino | Mitsue                    | Mitsue        |

### Climat
Le climat du village de Soni est du type continental. La température annuelle moyenne de Soni est d'environ 13 °C et les précipitations annuelles sont de 1 892 mm. L'hiver, le mercure peut descendre jusqu'à 2,2 °C et grimper jusqu'à 25,5 °C en été.

## Économie
Le village de Soni est une commune agricole qui produit des légumes (épinards, tomates, pommes de terre, carottes, Haricot azuki), du soja, du blé et du riz. Il maintient des élevages de bovins et de porcins, aussi bien pour la production de viande que pour la fabrication de produits laitiers.
En 2010, 57 % de la population active de Soni travaillait dans le secteur primaire et 24 % dans le secteur secondaire.

## Histoire
En 1889, au cours de la mise en place du nouveau système d'administration des municipalités élaboré par le gouvernement de Meiji, le village de Soni est créé en regroupant huit villages de la vallée de la rivière Shōrenji et intégré au nouveau district d'Uda.
En 1954, Soni absorbe une partie de l'ancien village de Murō lors de l'intégration de celui-ci à la ville voisine d'Uda.

## Culture

### Lieux remarquables
Le village de Soni est membre de l'association Les Plus Beaux Villages du Japon depuis 2009. Il serait le berceau de la laque japonaise (nurube ou urushi), élaborée à partir d'une résine extraite du vernis du Japon et utilisée dans l'artisanat et l'art pictural urushi-e.

### Kotarō iwa
Dans le nord du village de Soni, non loin de la rivière Shōrenji, se dresse une falaise haute d'environ 200 m sur une largeur de 700 m : Kotarō iwa. Le cœur de cette falaise sculpté par les intempéries ressemble au visage d'un lion. L'endroit est réputé comme site naturel ; chaque année, de nombreux touristes y affluent pour admirer les couleurs de l'automne.

### Monuments naturels
Dans la partie centrale du village de Soni, deux montagnes du groupe volcanique Murō marquent le paysage : le mont Yoroi (altitude 894 m) et le mont Kabuto (altitude 920 m). La forme étroite et arrondie du sommet de la première lui vaut le surnom de « mont mâle », alors que celle de la seconde lui vaut le surnom de « mont femelle, ». Ces deux sommets montagneux possèdent chacun un versant constitué d'une falaise aux formes étranges du fait de l'érosion par les intempéries. Avec, à l'ouest du mont Kabuto, la roche Byōbu, une falaise large de 2 km et d'environ 868 m de hauteur, les falaises Yoroi et Kabuto sont classées monument naturel national depuis 1954.

### Plateau Soni

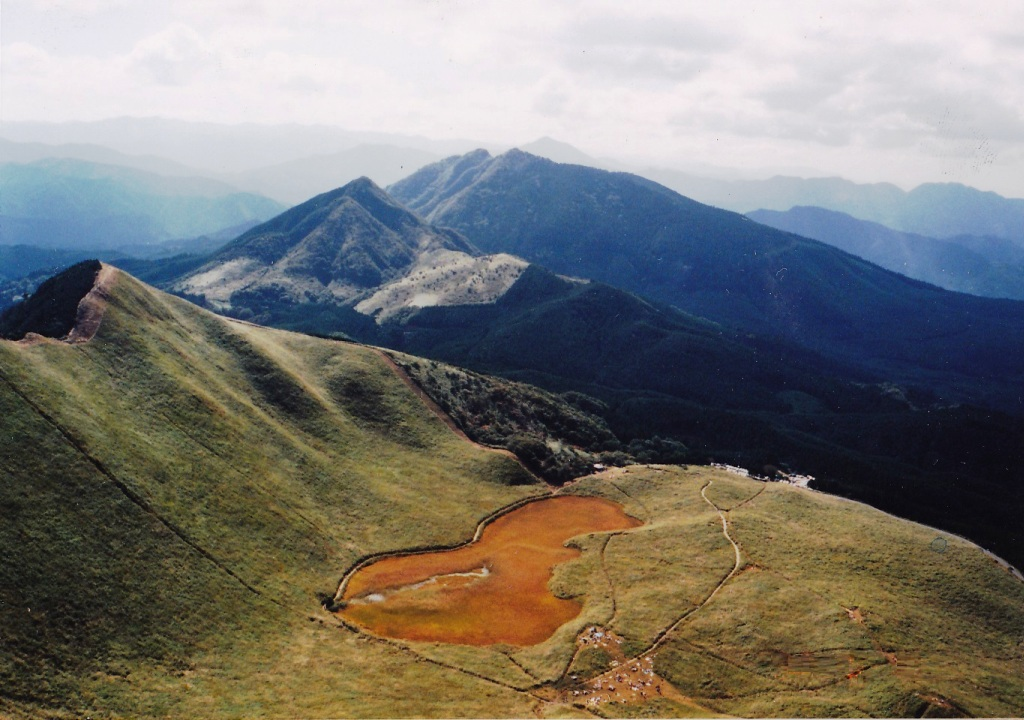
Le plateau Soni vu du mont Kuroso.

Situé sur le versant ouest du mont Kame (altitude 849 m), au sud du mont Kuroso (altitude 1 038 m), à la limite des deux préfectures de Nara et Mie, le plateau Soni est une prairie de 40 ha plantée de roseaux de Chine, à 700 m d'altitude.
Autrefois, le roseau servait à confectionner le chaume des toits des maisons. Progressivement remplacé par des tuiles et de la tôle ondulée, le chaume finit par disparaître des toitures et il fut envisagé en 1969 de remplacer la roselière du plateau par une cédrière, le cèdre du Japon étant très répandu dans la région. Les villageois se mobilisèrent alors et obtinrent que le plateau soit promu zone naturelle protégée. Il fait désormais partie du parc quasi national Murō-Akame-Aoyama.
Une opération de débroussaillement par le feu est réalisée chaque année en mars, ce qui permet notamment de supprimer les végétaux morts et de produire des cendres, matériau fertilisant pour le sol.
En automne, une zone humide se forme au milieu du plateau par débordement des eaux de l'étang Okame qui serait un lac de cratère.
Selon une légende locale, un homme du quartier de Tarōji aurait épousé une belle jeune femme venue d'Ise. Appelée Okame, elle aurait été, en réalité, une tortue vivant dans l'étang.

### Danse du lion

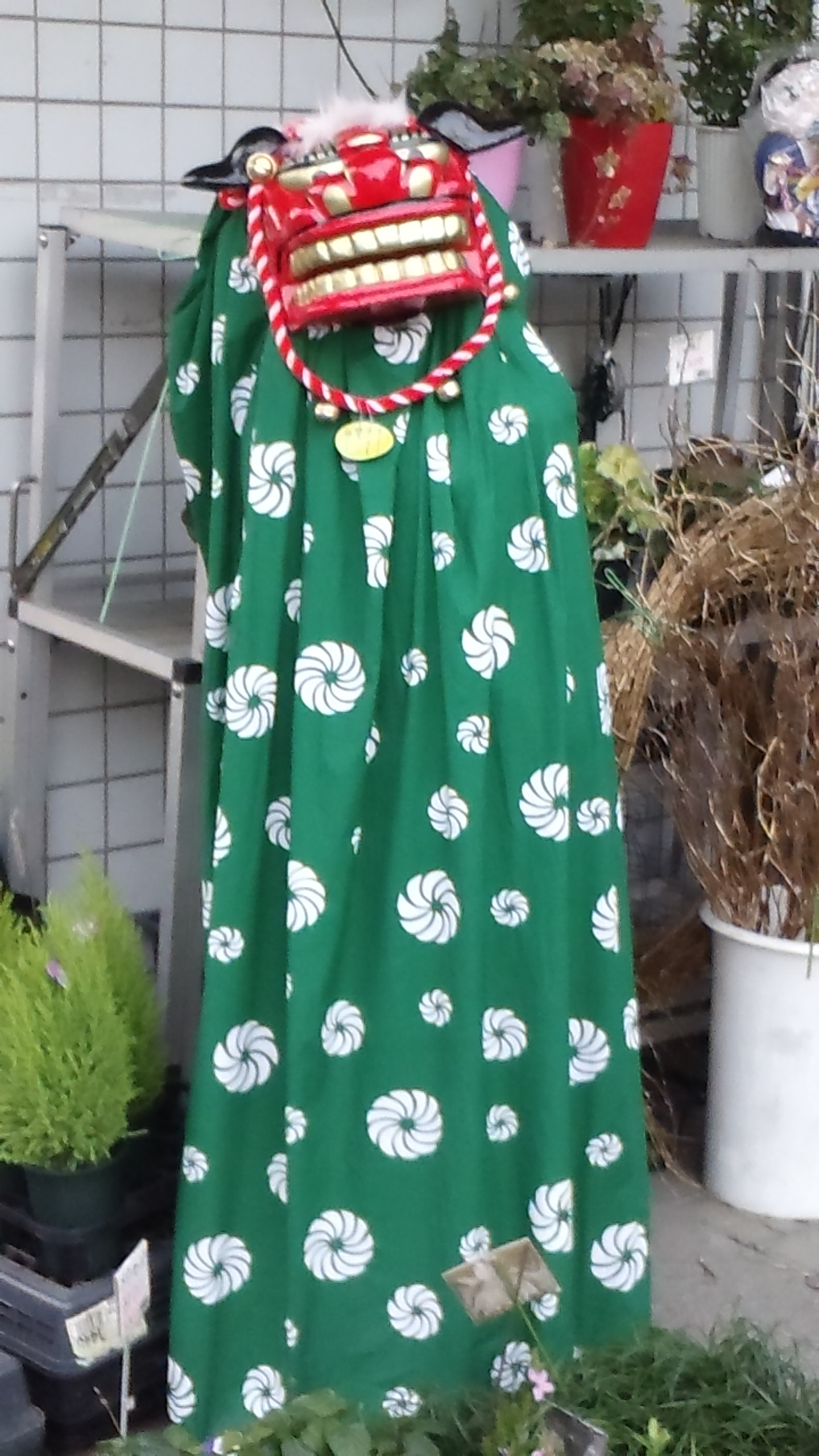
Costume typique pour la danse du lion.

Chaque année au mois d’octobre se tient au sanctuaire Kadofusa, lieu saint du shintō datant du XVIe siècle, la fête annuelle d'automne du village de Soni. Des cérémonies religieuses traditionnelles sont organisées dans le but de solliciter la bienveillance des dieux pour une bonne récolte et la sécurité du village.
L'attraction majeure de cette manifestation culturelle est la danse du lion, une danse inspirée des danses rituelles (Dai-kagura) pratiquées au sanctuaire d'Ise (préfecture de Mie) et introduites dans la vallée de la rivière Soni en 1718 par des pèlerins voyageant sur les chemins de pèlerinage dans les monts Kii.
Trois variantes de la danse du lion sont représentées, chacune distinguant les spécificités culturelles d'un ancien village de la région devenu un quartier de Soni. Ainsi, Shishi-odori, danse mettant aussi en scène les personnages traditionnels du dengaku : Hyottoko, le cracheur de feu, Okame et le tengu, sont typiques du quartier de Nagano ; la lente et raffinée San-kagura incarne le quartier d'Imai et l'acrobatique Tsugi-jishi, animée par des enfants, le quartier d'Igami.

## Symboles municipaux
La bannière de Soni est composée de la première syllabe stylisée du nom du village : « そ », syllabe du syllabaire japonais hiragana. Ce motif aux formes arrondies représente le développement harmonieux d'un village assuré par des villageois unis.
L'arbre symbole de la municipalité de Soni est le cèdre du Japon, sa fleur symbole le rhododendron et son oiseau symbole le zostérops du Japon.